# Kirinia
Kirinia är ett släkte av fjärilar som beskrevs av Moore 1893. Kirinia ingår i familjen praktfjärilar.
Släktet innehåller bara arten Kirinia roxelana.

## Bildgalleri

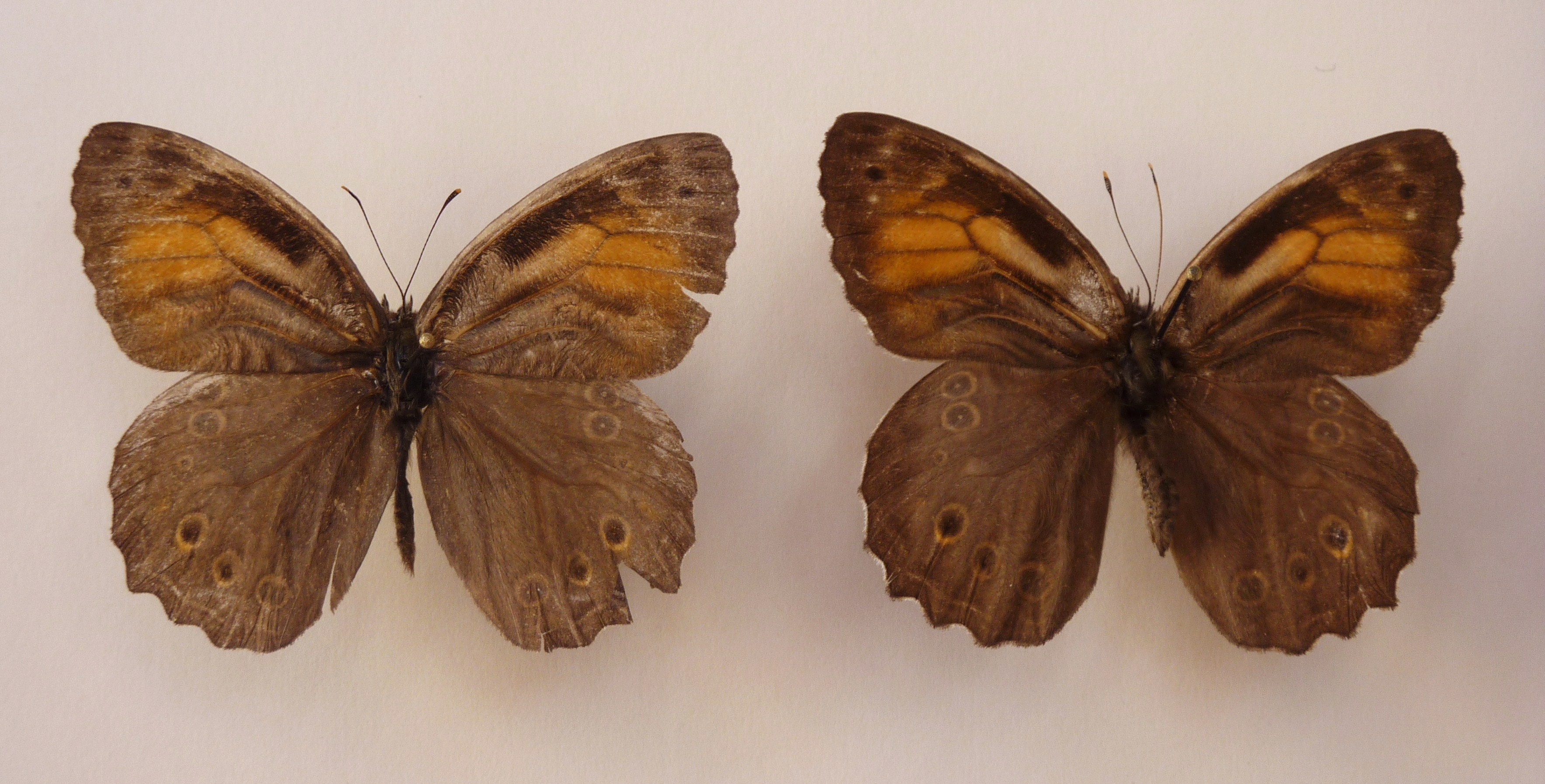
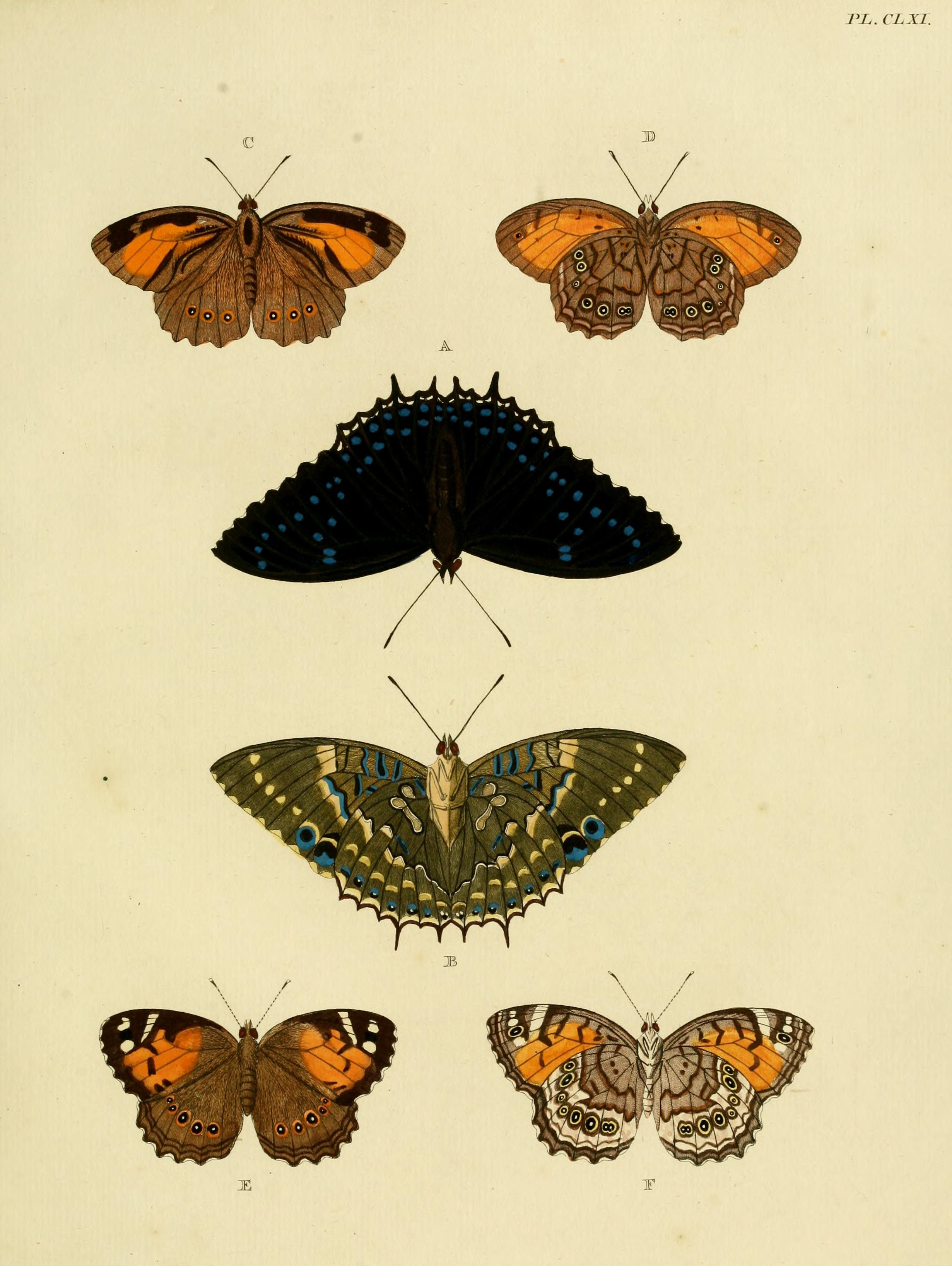
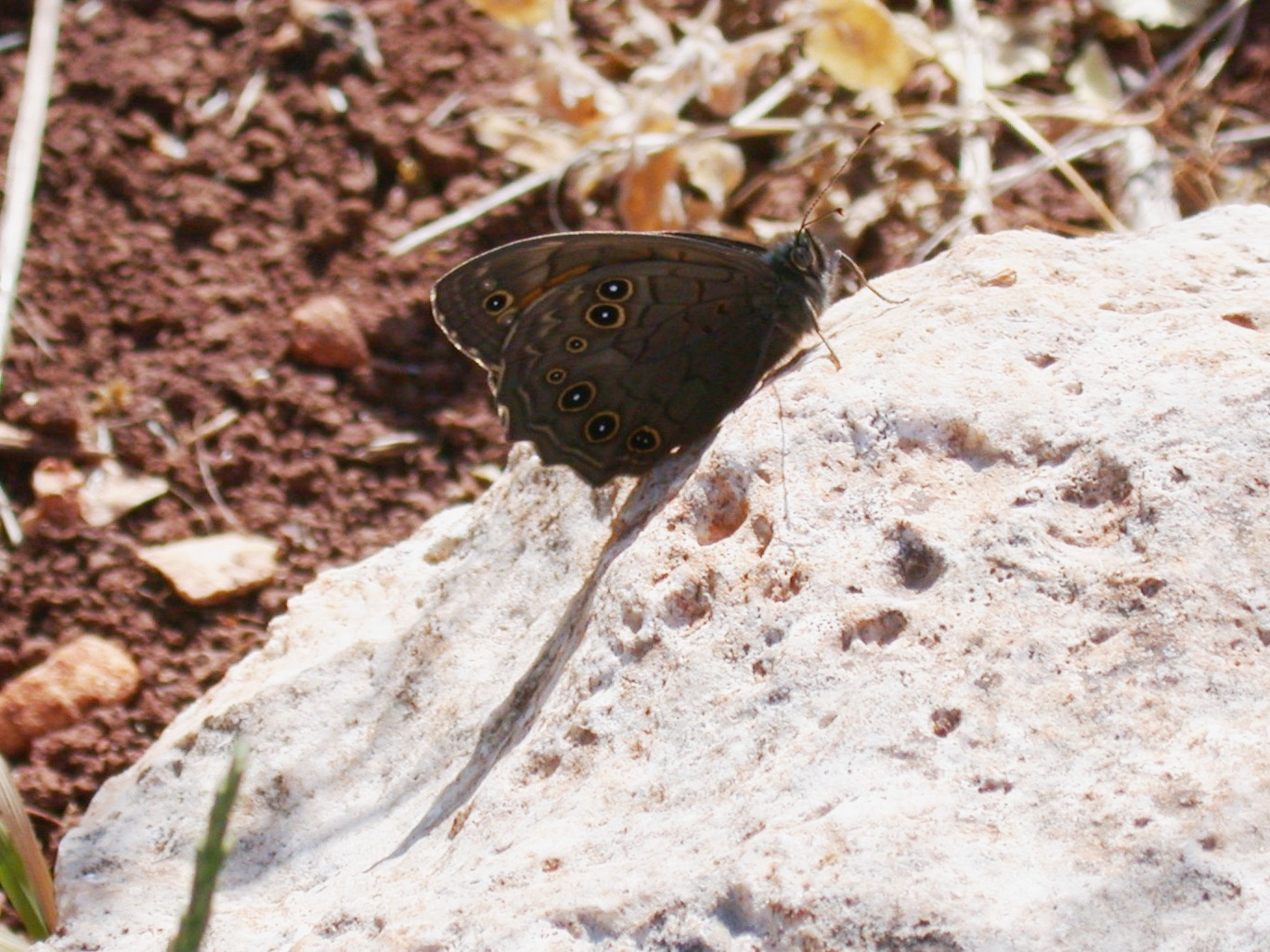
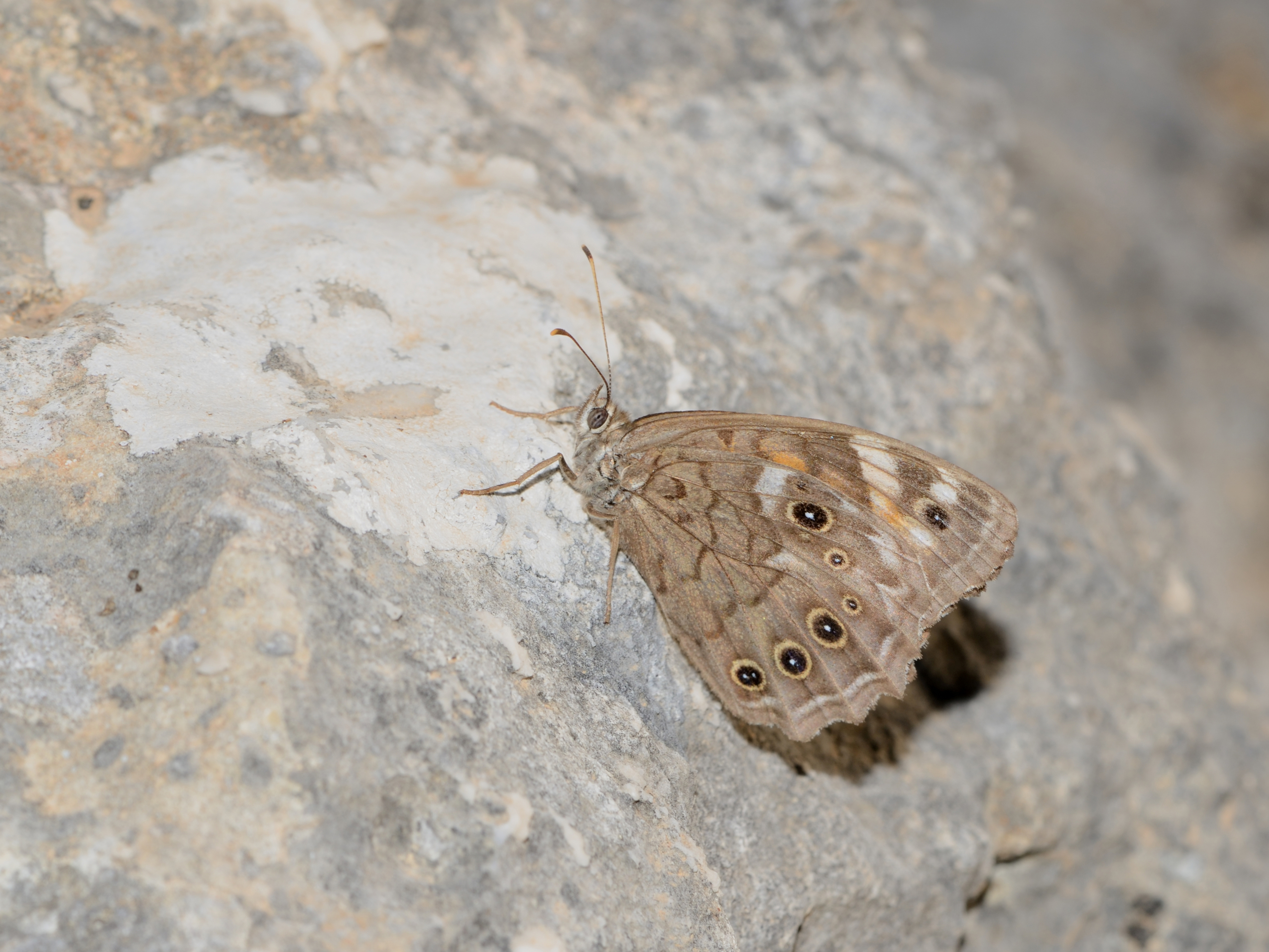